# Granbäcken
Granbäcken is een plaats in de gemeente Borås in het landschap Västergötland en de provincie Västra Götalands län in Zweden. De plaats heeft 98 inwoners (2005) en een oppervlakte van 21 hectare. Granbäcken wordt voornamelijk omringd door bos en bestaat uit een aantal vrijstaande huizen. De stad Borås ligt zo'n zeven kilometer ten noorden van het dorp.